# نانسي ترافز
نانسي ترافز (بالإنجليزية: Nancy Travis)‏ (و. 1961  م) هي ممثلة أفلام، وممثلة تلفزيونية، وممثلة مسرحية، وممثلة صوت أمريكية، ولدت في نيويورك.

## التعليم
تعلمت في Circle in the Square Theatre School ‏.

## وصلات خارجية
- نانسي ترافز على موقع IMDb (الإنجليزية)
- نانسي ترافز على موقع روتن توميتوز (الإنجليزية)
- نانسي ترافز على موقع ألو سيني (الفرنسية)
- نانسي ترافز على موقع أول موفي (الإنجليزية)
- نانسي ترافز على موقع قاعدة بيانات برودواي على الإنترنت (الإنجليزية)
- نانسي ترافز على موقع قاعدة بيانات الأفلام السويدية (السويدية)
- نانسي ترافز على موقع إن إن دي بي (الإنجليزية)
- نانسي ترافز على موقع قاعدة بيانات الفيلم (الإنجليزية)
- نانسي ترافز على موقع كينوبويسك (الروسية)